# Halabdža (guvernorát)
Halabadža je jeden z guvernorátů Iráku. Leží v semiautonomní oblasti Irácký Kurdistán na hranici s Íránem. Vznikl v březnu 2014 odtržením od guvernorátu Sulejmánie. Hlavním městem guvernorátu je Halabdža. Jde o nejméně lidnatý guvernorát v zemi, v roce 2022 v něm žilo přibližně 140 tisíc obyvatel.
Oficiálně nebyl v letech 2014 až 2025 uznáván iráckou vládou a pokusy v iráckém parlamentu o uznání guvernorátu byly opakovaně neúspěšné. Vláda Iráckého Kurdistánu však region oficiálně uznávala jako svou součást a de facto tak guvernorát vykonával stejnou činnost jako jiné irácké guvernoráty. V dubnu 2025 jej nakonec uznala i centrální irácká vláda jako 19. irácký guvernorát.